# Прушиці
Прушиці (пол. Prusice), історично також Пройшніц (нім. Prausnitz) — місто в південно-західній Польщі. Належить до Тшебницького повіту Нижньосілезького воєводства.

## Демографія
Демографічна структура станом на 31 березня 2011 року:
|          | Загалом | Допрацездатний вік | Працездатний вік | Постпрацездатний вік |
| -------- | ------- | ------------------ | ---------------- | -------------------- |
| Чоловіки | 1144    | 238                | 831              | 75                   |
| Жінки    | 1158    | 216                | 726              | 216                  |
| Разом    | 2302    | 454                | 1557             | 291                  |